# Parafia Zwiastowania Pańskiego w Warszawie
Parafia Zwiastowania Pańskiego w Warszawie – parafia rzymskokatolicka należąca do dekanatu ochockiego, archidiecezji warszawskiej, metropolii warszawskiej Kościoła katolickiego, w Warszawie. Obsługiwana przez księży archidiecezjalnych.

## Historia
Parafia została erygowana w 1985. 

### Kościół parafialny
Kościół parafialny został wybudowany w latach 1984–1997 wg projektu Nikandra Jakubowskiego. Poświęcony 7 kwietnia 1997 przez kard. Józefa Glempa.

## Proboszczowie
- ks. prałat Witold Karpowicz (1985–2012)
- ks. prałat dr Piotr Fołtyn (2012–2015)
- ks. kanonik dr Roman Borkowski (2015–2023)
- ks. prałat dr Bartosz Szoplik (od 2023)